# Suore del Redentore
Le Suore del Redentore (in tedesco Schwestern des Erlösers) sono un istituto religioso femminile di diritto pontificio: le suore di questa congregazione pospongono al loro nome la sigla C.S.R.

## Storia
Nel 1854, Georg Anton von Stahl (1805-1870), vescovo di Würzburg (dal 1840 al 1870), invitò una comunità di Suore del Santissimo Salvatore di Niederbronn a fondare un convento nella sua città. La congregazione conobbe una rapida diffusione nella regione e nel 1864 esistevano in diocesi già dieci case.
A causa delle difficoltà di comunicazione tra le filiali tedesche e la casa madre, in territorio francese, il 15 giugno 1866 il vescovo von Stahl dichiarò le comunità nella sua diocesi autonome dalle suore di Niederbronn ed elevò il convento di Würzburg a casa madre di una nuova congregazione, intitolata al Redentore.
La congregazione ottenne il pontificio decreto di lode il 3 dicembre 1963.

## Attività e diffusione
Il fine originario della congregazione era l'assistenza ai malati, sia negli ospedali che a domicilio; nel corso degli anni le religiose hanno aggiunto alle loro attività l'istruzione e l'educazione dell'infanzia e della gioventù, il servizio domestico nelle case di ecclesiastici, le opere parrocchiali e l'apostolato missionario.
Oltre che in Germania, sono presenti negli Stati Uniti d'America e in Tanzania; la sede generalizia è a Würzburg.
Alla fine del 2008 la congregazione contava 461 religiose in 31 case.